# Eucereon diluteus
Eucereon diluteus är en fjärilsart som beskrevs av Rothschild 1912. Eucereon diluteus ingår i släktet Eucereon och familjen björnspinnare. Inga underarter finns listade i Catalogue of Life.